# Pouteria torta
Pouteria torta é um espécie de planta na família Sapotaceae. É encontrada no Brasil  desde a Amazônia até o Paraná, ocorre na beira de rios e em solos férteis de meia encosta. Conhecido como guapeva e grão de galo.
A planta é composta por uma árvore de 4 a 8 metros (chegando até 35 m quando na mata da floresta amazônica) com copa no formato de guarda chuva. O troco geralmente é cilíndrico e retorcido medindo 30 a 100 cm de diâmetro; com casca acastanhada ou acinzentada e fissurada ou sulcada. Os frutos são bagas arredondadas de 4 a 6 cm de diâmetro com casca amarela e pilosa com polpa branca, gelatinosa e com algum látex, mais muito doce, abrigando 1 a 4 sementes.